# Zapotèque de Rincón
Ne doit pas être confondu avec Zapotèque de Rincon du Sud.
Le zapotèque de Rincón (ou zapotec de Villa Alta du Nord, zapotèque de Yagallo) est une variété de la langue zapotèque parlée dans l'État de Oaxaca, au Mexique.

## Localisation géographique
Le zapotèque de Rincón est parlé dans le nord de l'État de Oaxaca, au Mexique,.

## Intelligibilité avec les variétés du zapotèque
Les locuteurs du zapotèque de Rincón ont une intelligibilité de 64 % du zapotèque de Choapan.